# Pohoršovna
Pohoršovna je dětská kniha z roku 2014, doporučená pro čtenáře od osmi let. Její autorkou je Daniela Fischerová, ilustrátorkou je výtvarnice a režisérka animovaných filmů Jitka Petrová. Knihu vydalo nakladatelství Mladá fronta. Knížka originálním způsobem převrací tradiční dětské příběhy a využívá neobvyklého jazyka, nicméně takovým způsobem, aby textu porozuměly i děti. Už od samotného názvu je zřejmé, že je v ní vše naopak – nejde tedy o polepšovnu, ale o pohoršovnu, kde vystupují postavy příliš laskavé. Jejich úkolem je se při pobytu v Pohoršovně pohoršit a naučit se škodit lidem. Publikace získala ocenění Zlatá stuha.

## Děj
V jedné školní třídě se sejdou malá strašidýlka, která mají v životě za úkol strašit a ničit lidem život. Mají ale příliš laskavé a měkké srdce. Tak jako existuje polepšovna pro zlobivé děti, existuje i pohoršovna pro strašidla. Vede ji ředitelka a učitelka Zloberta Škudibertová, která se je ze všech sil snaží pohoršit a udělat z nich řádná strašidla. Jenomže jí to moc nejde, protože strašidelné děti jí statečně odolávají. Na pomoc má s sebou svého manžela Tvrda Škudiberta, který se snaží poslouchat svoji ženu. I přes veškeré příkazy od Zloberty se v knize odkrývá jako hodný člověk. Když do třídy přibude nový spolužák Zloprcek, nastává hotové peklo. A když se říká peklo, myslí se tím peklo! Zloprcka totiž posílá do Pohoršovny jeho strýc Lucifer a Ďábel – Pan Ulízlo. Všechny čeká velký boj, v němž to s nimi chvílemi bude dost nahnuté. Do poslední vteřiny není jasné, jak to vlastně všechno dopadne. Naštěstí na světě existují hrdinové, kteří v pravou chvíli zasáhnou. Děj se pomalu stupňuje, a jak se čtenář blíží ke konci, stává se napínavějším.

## Hlavní postavy
- Zloberta Škudibertová – ředitelka a učitelka Pohoršovny
- Tvrd Škudibert – manžel Zloberty
- Krutohlav – král
- Teta Škrkavka – sestra Krutohlava, Škůdkyně s dobrým srdcem
- Bludička Ťápota (čeleď Bludičky) – jejím úkolem je donutit poutníky bloudit, chová se ovšem opačně - ukazuje poutníkům správnou cestu k cíli
- Dvojčata Vraždožrava (soucitná fňukna) a Mstižer (strašpytel k dobročinnosti) Krutohlavovi – děti krále Krutohlava, později v příběhu děti dvou lidských bytostí
- Ježibejby- dítě Ježibaby – musí se naučit zlobit a říkat pár sprostých slov
- Sudíček (patří do čeledi Zlých sudiček) – má rád četbu, jeho úkolem je věštit novorozencům bídu, on jim místo toho věští spokojenost
- Několik hyperaktivních trpajzlíků – říkají si trpajdobříci, jejich úkolem je páchat zlo, oni páchají samé dobro
- Zloprcek – hodný kluk obalený čertem

## Přijetí díla a interpretace
Kniha získala ocenění Zlatá stuha pro nejlepší knihu pro děti a mládež za rok 2014. Výroční cena je každoročně udělována tvůrcům nejlepších knih pro děti a mládež vydaných v českém jazyce a představuje jedinou cenu v České republice zaměřenou výhradně na dětskou literaturu.
Pavla Nejedlá v recenzi na iLiteratuře.cz knihu ohodnotila velmi pozitivně. Daniela Fischerová podle ní stvořila v knize „svébytný fantazijní svět“. Na pozadí dramatického boje o jednu duši postupně vykrystalizuje příběh o síle přátelství, o tom že být jiný neznamená být špatný, a hlavně o tom, že věci nejsou vždycky takové, jaké se na první pohled zdají. Jazyková hra je silnou stránkou této knihy. Autorka vsadila na dětskou fantazii a nechává vše ostatní na svých čtenářích (díky komentáři v závorkách si čtenář může zbytek domyslet). Závěr je jedna z mála věcí, kterou by knize bylo možné vyčíst. Příběh postupně graduje, podle Nejedlé „otáčíme jednu stránku za druhou, hltáme každé slovo, protože do poslední chvíle nevíme, jak to dopadne“. Poté obrátíme poslední list s očekáváním, co přijde dál a nalezneme pouze obsah knihy. Napínavému příběhu by tedy podle recenzentky neuškodil výraznější konec.
Příznivě knihu hodnotila také Jana Vyskotová na webu Kultura21, když text popsala jako „neuvěřitelně vtipný“ a ocenila slovní humor s využitím neologismů. Ilustrace označuje za „něžné“, ale současně podle ní oplývají zajímavými detaily.